# Vedu
Vedu (deutsch Fehtenhof, historisch auch Marifer) ist Dorf in der estnischen Landgemeinde Tartu mit 285 Einwohnern (1. Januar 2017).

## Geschichte
Das ehemalige Gut Fehtenhof, 13 km nördlich von Tartu gelegen, wurde 1489 als Marifer, das Dorf als Karifer erstmals urkundlich genannt. Marifer wurde noch im Ausgang des 15. Jahrhunderts von Jürgen Brackel an Hinrick Fet (auch Heinrich Fehte oder Vethen; 1479–1500) verkauft, nach dessen Familie, die das Gut bis 1601 besaß, sich der Hofname im 16. Jahrhundert wandelte und 1627 zum ersten Mal Fehtt genannt wurde. Aus dem Dorfnamen Karifer wurde etwa zeitgleich Weddo. Spätestens 1606 war das Gut bei der schwedischen Krone und kam erst 1632 an den Statthalter von Reval Jobst Taube. Familie Taube verkaufte Fehtenhof 1667 an Hans von Wrangell, es fiel aber schon 1685 an die Taube zurück, welche es 1726 für 2200 Reichstaler an Augustin Heller verkauften. Dieser veräußerte Fehtenhof 1732 an Christer von Brandt, bei dessen Familie es bis 1859 verblieb. Nächster Eigentümer war Woldemar von Rosen, dem es seine Gattin Euphrosine Wilhelmine von Brandt zugetragen hatte. Letzter Besitzer aus der Ritterschaft 1919 war Otto Baron Stackelberg. Bis 1909 war Fehtenhof Teil der Gemeinde Ellistfer und gehörte zum Kirchspiel Ecks. Seit 1939 ist es zu Tartu eingemeindet. Zum Ende des 20. Jahrhunderts geht Fehtenhof im Dorf Vedu auf.
In Vedu befindet sich die markante Riibaku oder Opferlinde mit einer Höhe von nur 10 m bei einem Stammumfang in Brusthöhe von 4,4 m. Der inzwischen mit Wald bestandene Friedhof der Familie Stackelberg war ca. 600 m vom Herrenhaus angelegt. Dieser war nahezu kreisförmig auf 80 m2 konzipiert. Fast nur die 10 Granitpfosten der Eingrenzung und zwei Grabfragmente sind noch erkennbar.

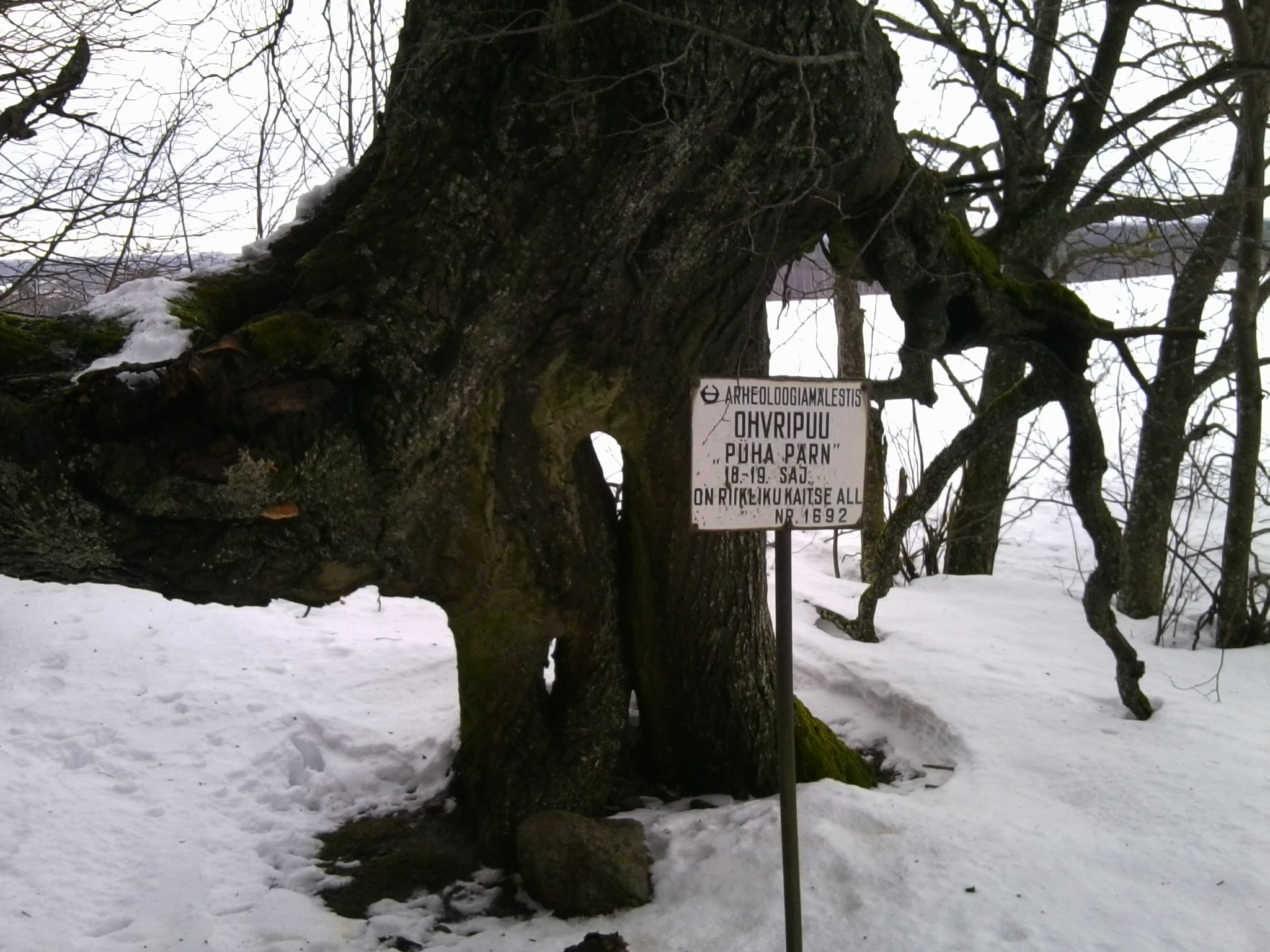
Riibaku Linde
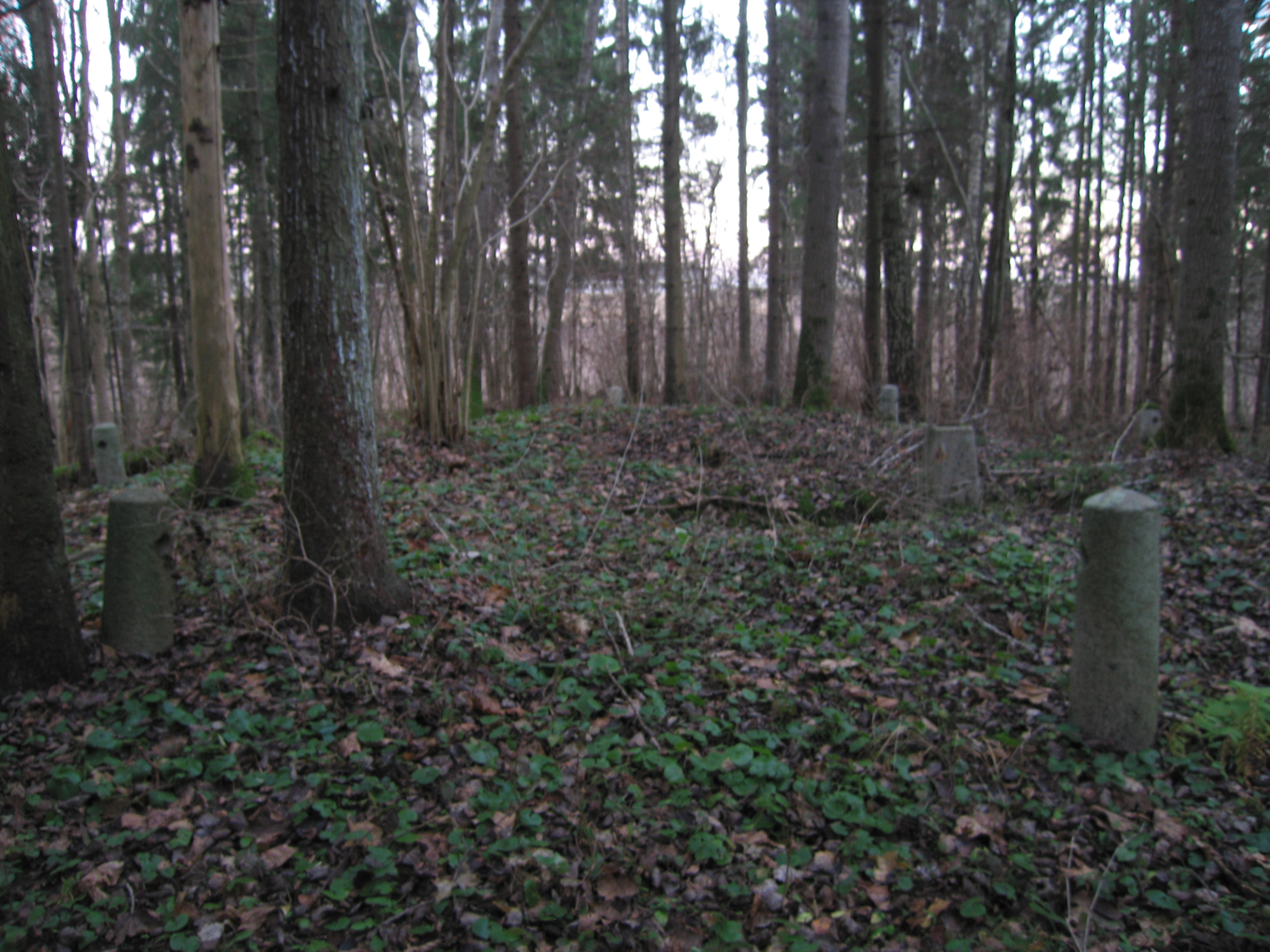
Stackelberg Friedhof